# Esther Mamarbachi
Esther Mamarbachi, née à Fribourg le 26 juillet 1967, est une journaliste suisse. 
Elle présente notamment le téléjournal et l'émission Infrarouge à la Radio télévision suisse pendant plusieurs années, avant de devenir porte-parole du Département de l'économie et de l'emploi du canton de Genève en 2022.

## Biographie
Esther Mamarbachi naît à Fribourg le 26 juillet 1967, d'un père syrien naturalisé suisse, ingénieur forestier, et d'une mère espagnole, enseignante d'espagnol. Elle a une sœur aînée et une sœur cadette, morte à la fin des années 1990.
Elle grandit dans la campagne fribourgeoise, où elle reçoit une éducation religieuse. Pendant ses études à Fribourg, elle suit, en 1982, les cours de la comédienne Gisèle Sallin au Conservatoire de cette ville. Après une maturité gymnasiale en langues modernes et latin, elle obtient, en 1989, une licence en sciences politiques à l'université de Genève, puis poursuit ses études à l'institut universitaire d'études du développement de Genève, dont elle sort diplômée en 1992.
Elle accomplit un stage à l'Agence télégraphique suisse à Berne avant de débuter, en 1995, comme journaliste politique au Journal de Genève et au journal Le Temps. En juin 1999, elle est engagée à la Télévision suisse romande, où elle présente les émissions spéciales consacrées aux élections fédérales 1999, ainsi que les émissions Droit de cité et Face aux partis. Par la suite, elle présente le téléjournal de la mi-journée, puis, dès 2004, celui du soir pendant cinq ans. Le vendredi 12 décembre 2008, elle annonce son départ du téléjournal pour l'émission Infrarouge.
Elle présente Infrarouge pendant quatre ans et demi avec Elisabeth Logean, puis pendant trois ans avec David Berger. Romaine Morard prend la place de David Berger à la rentrée 2016, et c'est désormais avec Alexis Favre qu'Esther Mamarbachi forme le nouveau duo d'Infrarouge depuis la rentrée 2017. Lors du débat Dealers de rue: une fatalité? diffusé le mercredi 6 juin 2018, elle annonce qu'il s'agit de la dernière fois qu'elle présente l'émission. Elle se consacre ensuite à l'émission Mise au point, où elle réalise des analyses de terrain et de reportage,. En 2020, elle devient le chef de la rubrique politique de la Radio télévision suisse (RTS). En février 2022, elle annonce son prochain départ de la RTS. Elle quitte le journalisme pour devenir en mars 2022 secrétaire générale adjointe chargée de la communication auprès du Département de l'économie et de l'emploi du canton de Genève.
Elle est mariée est mère de deux enfants.

### Course à pied
Elle est aussi connue dans le milieu de la course à pied où elle s'entraîne depuis l'âge de 16 ans. En 2006, elle se classe 11e dans sa catégorie à la Course de l'Escalade sur plus de 1 100 concurrents. Elle participe, le 4 novembre 2007, au marathon de New York, où elle parcourt les 42,195 km en 3 heures 42 minutes et 12 secondes et se classe 6 569e sur plus de 38 600 concurrents.